# Torrehermosa
Torrehermosa es un municipio y localidad española de la provincia de Zaragoza, en la comunidad autónoma de Aragón. El término municipal tiene una población de 74 habitantes (INE 2024). 

## Historia

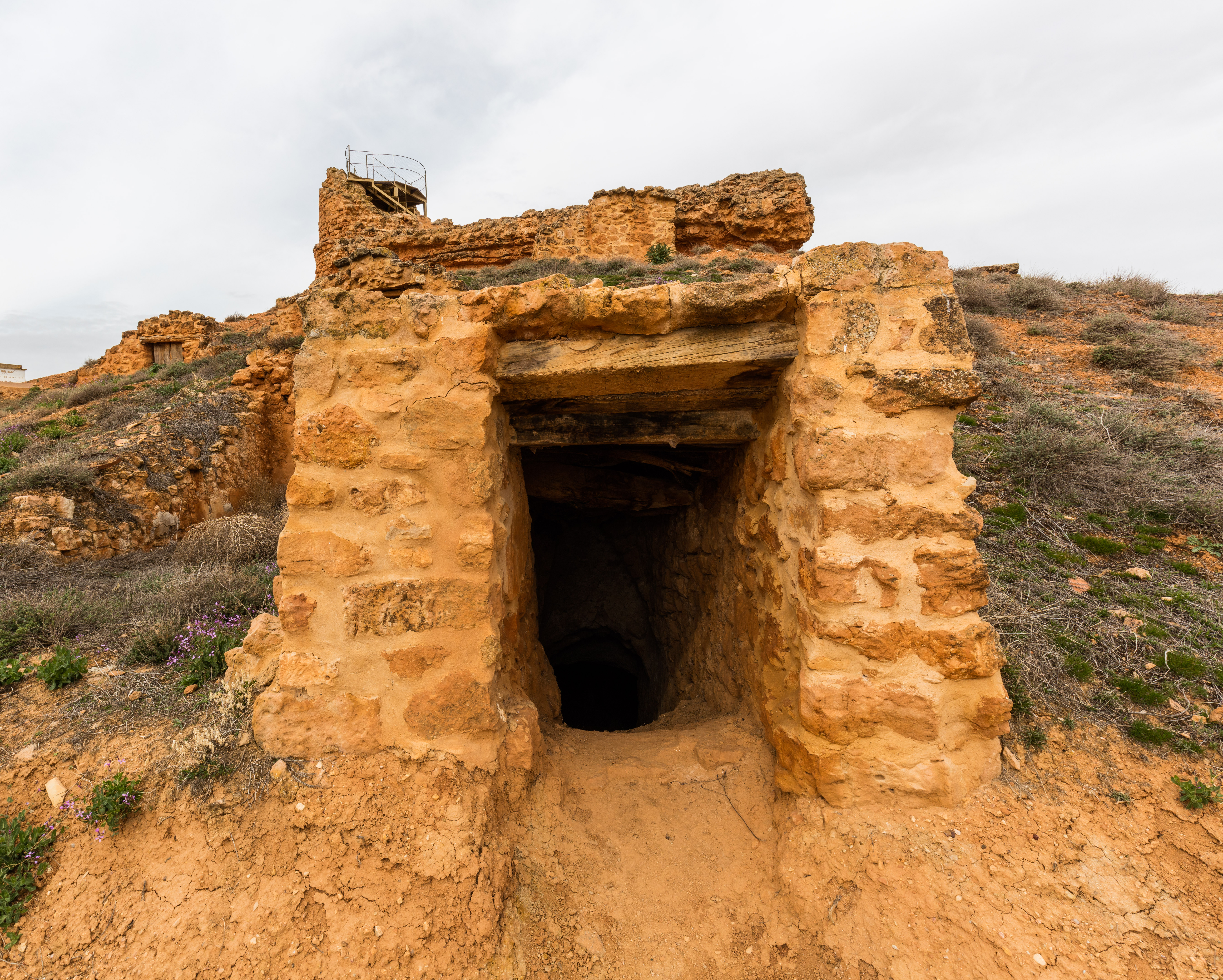
Bodega junto al castillo

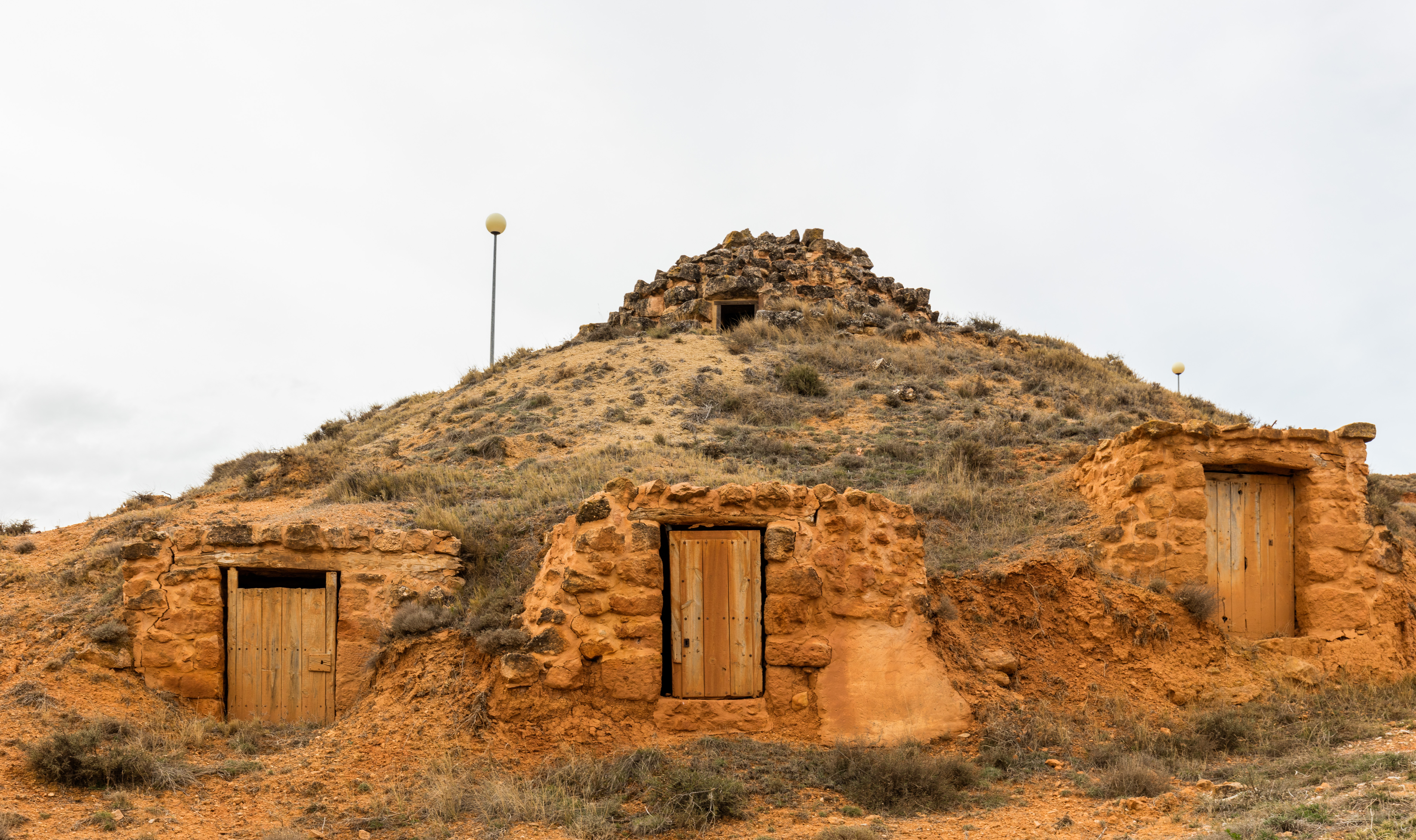
Castillo de Torrehermosa

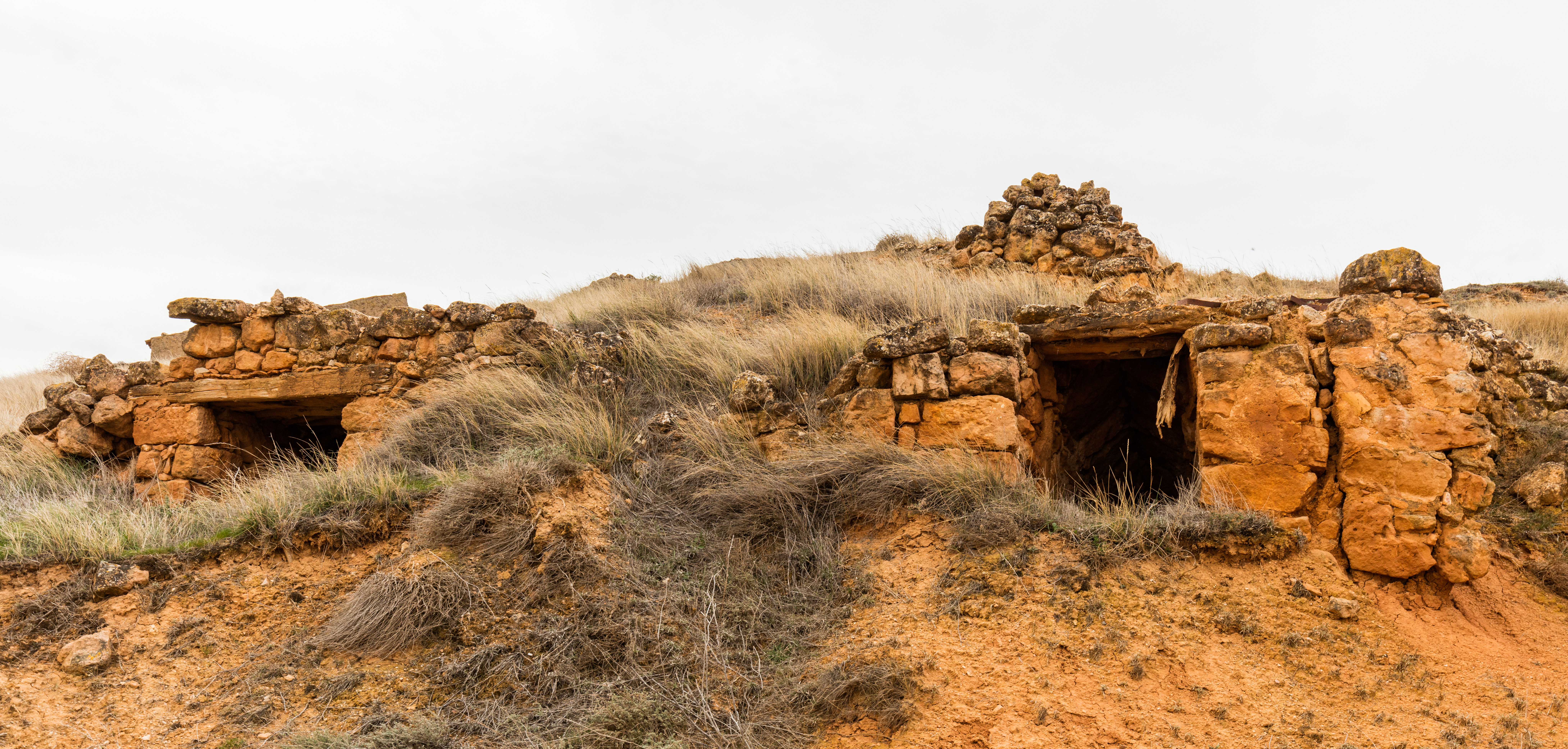
Bodegas en las cercanías del castillo

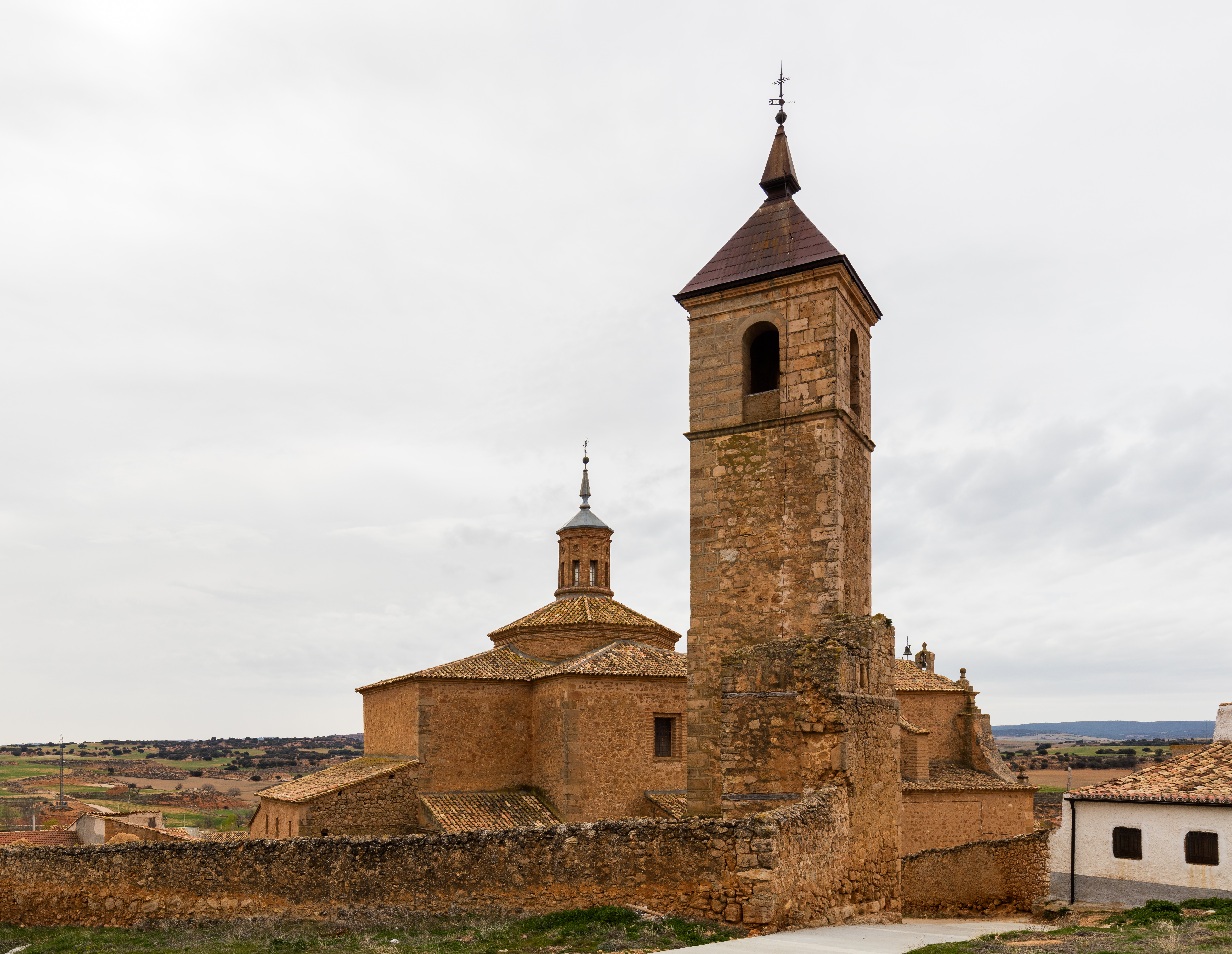
Iglesia de Nuestra Señora de la Blanca

Hacia mediados del siglo XIX, la villa tenía contabilizada una población de 225 habitantes. Aparece descrita en el decimoquinto volumen del Diccionario geográfico-estadístico-histórico de España y sus posesiones de Ultramar de Pascual Madoz de la siguiente manera:

TORREHERMOSA: v. con ayunt. de la prov. y aud. terr. de Zaragoza (24 leg.), c. g. de Aragon, part. jud. de Ateca (6), dióc. de Sigüenza (8). sit. al estremo occidental de la prov., á la der. del r. Jalon; le baten los vientos del NE., S. y SE.; su clima es algo fresco y saludable. Tiene 100 casas, inclusas las del ayunt. y cárcel; un palacio de moderna y sólida construccion, escuela de niños á la que concurren 30, dotada con 6 cahices de trigo y casa-habitacion; igl. parr. (Ntra. Sra. de la Blanca) de segundo ascenso, servida por un cura de provision real y ordinaria, segun el mes de la vacante, y un cementerio inmediato á la pobl. Confina el térm. por N. con Ariza y Monreal de Ariza; E. Cabolafuente y Alconchel; S. con este y Algondron, y O. Huerta de Sta. Maria: su estension de N. a S. es de 1 1/2 leg. y 1 de E. á O.: en su radio comprende una deh. de pasto sit. al SE. de la pobl., con carrascas y chaparros, de 1 leg. de estension. El terreno es generalmente secano, á escepcion de una pequeña parte que se riega con las aguas de pequeños manantiales y una fuente, de que tambien se surten los vec. para sus usos. Los caminos son locales y en mediano estado. El correo se recibe de Ariza, por balijero, tres veces á la semana. prod.: trigo, cebada, avena y azafran; mantiene ganado lanar, y hay caza de conejos, liebres y perdices. ind.: la aerícola, y algunos telares de lienzos ordinarios de lino y cánamo. pobl.: 47 vec., 225 alm. cap. prod.: 690,000 rs. imp.: 38,500. contr.: 8,949.
(Madoz, 1849, p. 84)

Eclesiásticamente está incluido en el arciprestazgo del Alto Jalón.

## Demografía
Torrehermosa cuenta con una población de 74 habitantes (INE 2024).
| Gráfica de evolución demográfica de Torrehermosa entre 1842 y 2021                                                  |
| |
| Población de derecho según los censos de población del INE Población de hecho según los censos de población del INE |

## Administración y política
| Período   | Alcalde                 | Partido |  |
| --------- | ----------------------- | ------- |  |
| 1979-1983 | Andrés García Gutiérrez | UCD     |  |
| 1983-1987 |                         |         |  |
| 1987-1991 |                         |         |  |
| 1991-1995 |                         |         |  |
| 1995-1999 |                         |         |  |
| 1999-2003 |                         |         |  |
| 2003-2007 |                         |         |  |
| 2007-2011 | Pascual García Alonso   | PSOE    |  |
| 2011-2015 | Pascual García Alonso   | PSOE    |  |
| 2015-2019 | Pascual García Alonso   | PSOE    |  |

| Partido político    | Partido político                                   | 2003   | 2007   | 2011   | 2015   |
| Partido político    | Partido político                                   | Ediles | Ediles | Ediles | Ediles |
|                     | Partido de los Socialistas de Aragón (PSOE-Aragón) | 5      | 1      | 2      | 2      |
|                     | Partido Popular de Aragón (PP)                     | —      | —      | 1      | 1      |
|                     | Partido Aragonés (PAR)                             | —      | —      | —      | —      |
| Total de concejales | Total de concejales                                | 5      | 1      | 3      | 3      |

## Patrimonio
En la localidad se encuentran la iglesia de Nuestra Señora de la Blanca y el castillo de Torrehermosa.

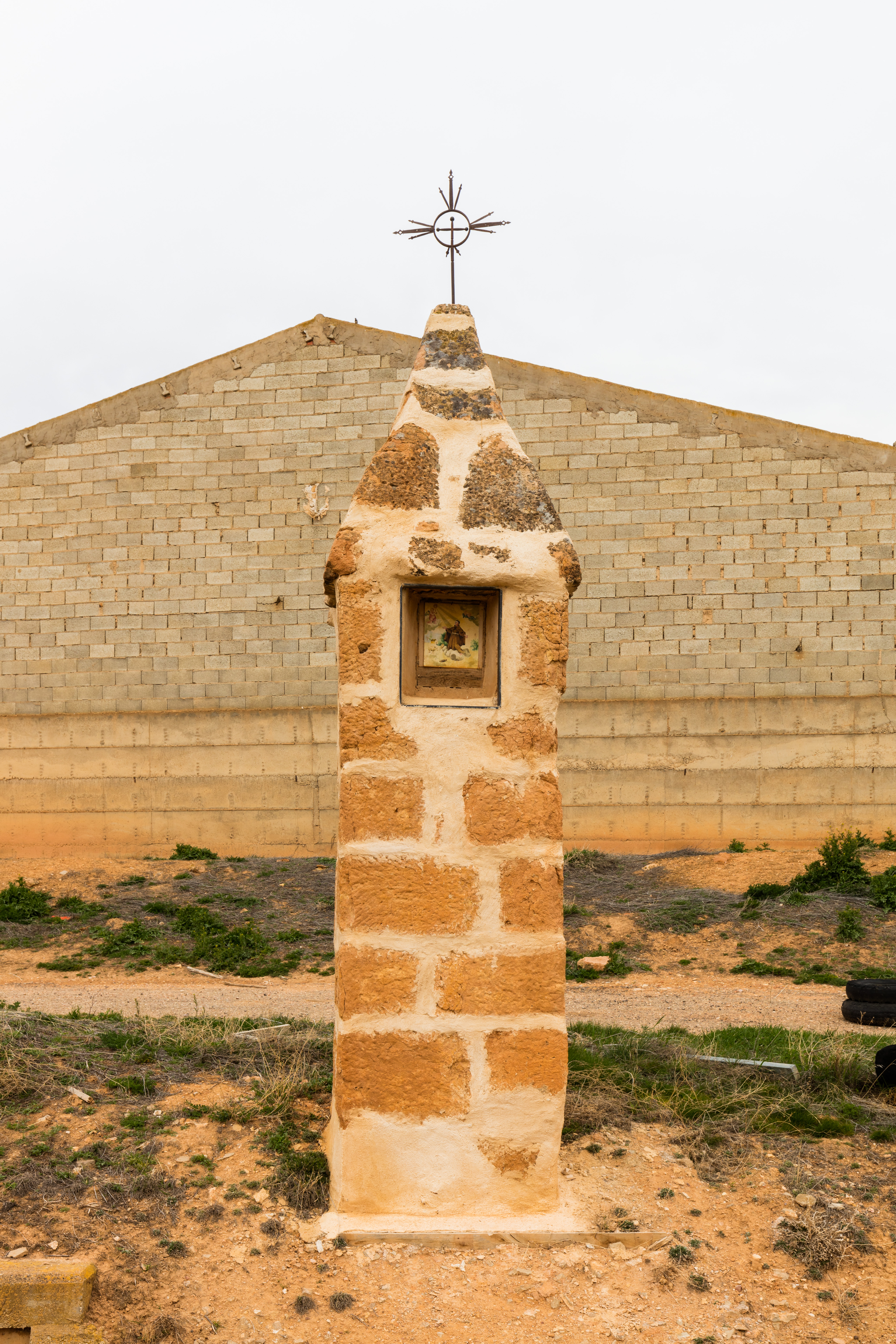
Peirón de San Pascual Bailón
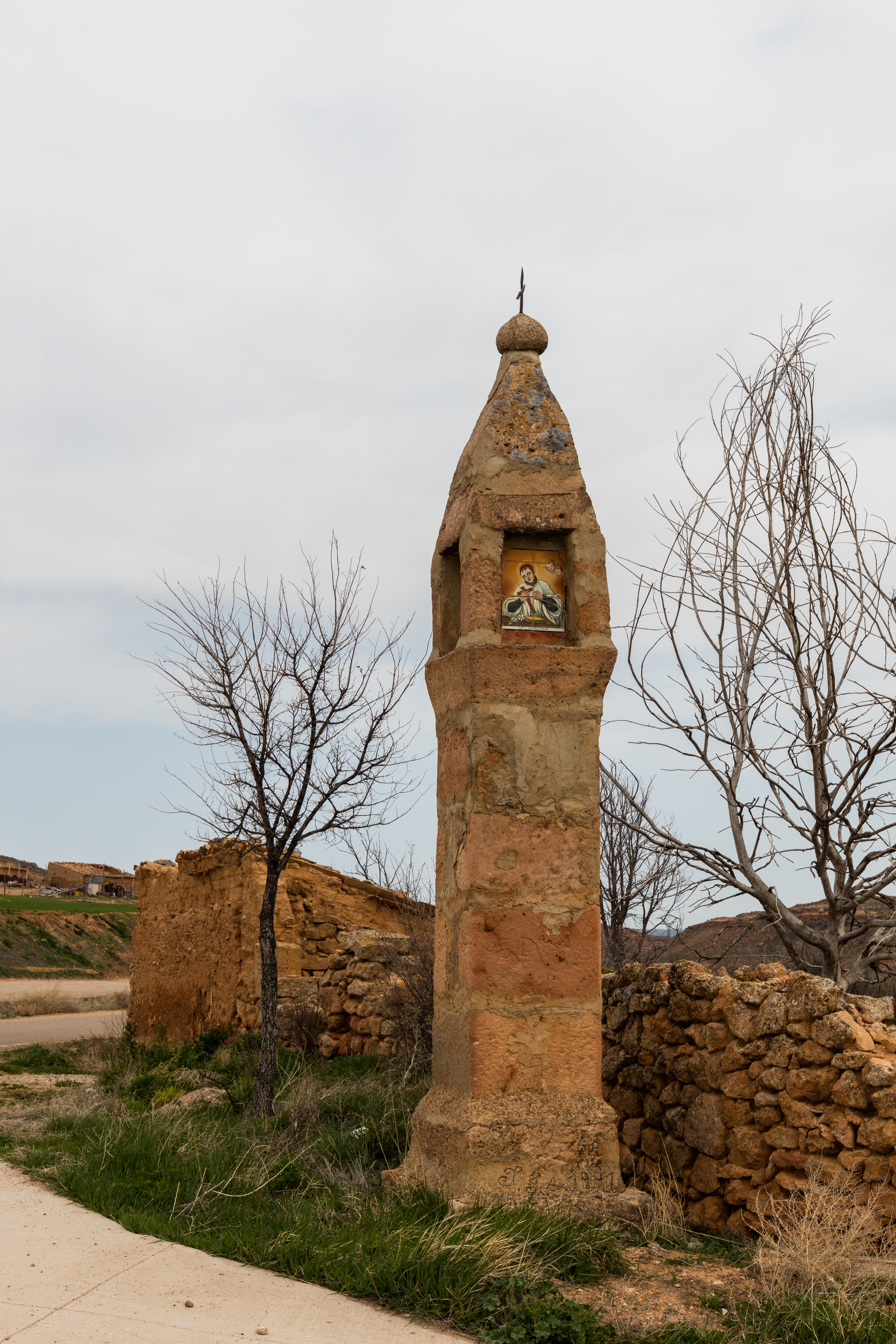
Peirón de San Pascual Bailón del Puente
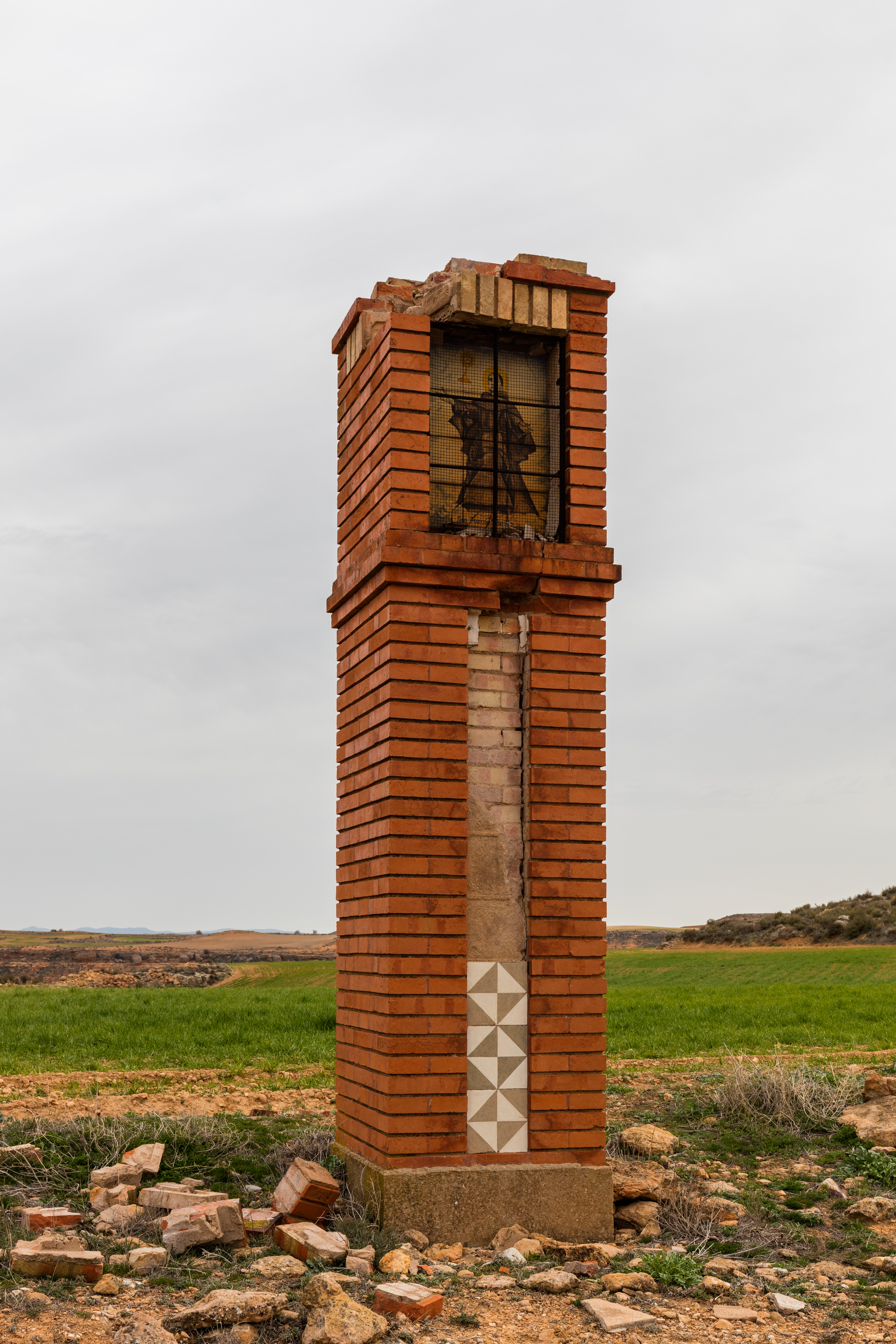
Pilar de los Vallejos